# Fola
Fola (en griego, Φόλα) fue una antigua ciudad griega de la región de Etolia.
Se conoce principalmente por testimonios epigráficos entre los que se pueden destacar dos inscripciones funerarias del periodo clásico y otras inscripciones del periodo helenístico donde se menciona un estratego así como un escriba (grammateus) de la ciudad de Fola. De estos testimonios se ha deducido que el asentamiento tenía categoría de polis.
Se desconoce su localización exacta.